# Silberner Federball 1971
Der Silberne Federball 1971 im Badminton wurde am 11. und 12. September 1971 ausgetragen. Austragungsort war die Sporthalle der Arthur-Thiermann-Kaserne in Pirna-Südvorstadt. Es wurden sieben Disziplinen ausgespielt, wobei die A-Turniere mit Naturfederbällen und die zwei B-Turniere mit Plastikbällen ausgetragen wurden. Die A-Turniere zählten gleichzeitig als DDR-Ranglistenturnier. Es war die 14. Austragung der Turnierserie. Hallenschwierigkeiten in Dresden hatten die erstmalige Verlegung der Veranstaltung ins Umland zur Folge.

## Sieger und Finalisten
| Disziplin      | Gold                                                                        | Silber                                                                              |
| -------------- | --------------------------------------------------------------------------- | ----------------------------------------------------------------------------------- |
| Herreneinzel   | Erfried Michalowsky (Einheit Greifswald)                                    | Roland Riese (Aktivist Tröbitz)                                                     |
| Dameneinzel    | Monika Thiere (Aktivist Tröbitz)                                            | Annemarie Richter (Wismut Karl-Marx-Stadt)                                          |
| Herrendoppel   | Erfried Michalowsky / Roland Riese (Einheit Greifswald / Aktivist Tröbitz)  | Klaus Müller / Hubert Wagner (Einheit Greifswald)                                   |
| Damendoppel    | Monika Thiere / Angela Cassens (Aktivist Tröbitz / Einheit Greifswald)      | Annemarie Richter / Christine Zierath (Wismut Karl-Marx-Stadt / Einheit Greifswald) |
| Mixed          | Erfried Michalowsky / Monika Thiere (Einheit Greifswald / Aktivist Tröbitz) | Edgar Michalowski / Angela Cassens (Einheit Greifswald)                             |
| Herreneinzel B | Werner Michael (Aktivist Tröbitz)                                           | Gerhard Riese (Aktivist Tröbitz)                                                    |
| Dameneinzel B  | Christa Boettcher (Lok Gera)                                                | Angelika Neubert (SG Gittersee)                                                     |